# Сельское поселение Березняки
Сельское поселение Березняки — муниципальное образование в Кинель-Черкасском районе Самарской области.
Административный центр — село Березняки.

## Административное устройство
В состав сельского поселения Березняки входят:
- село Березняки,
- посёлок Верхнекутулукский,
- посёлок Дубовый Колок.

На территории сельского поселения Березняки находились:
- Дальний (Кинель-Черкасский район) — упразднённый в 2004 году посёлок.